# Hermann Huppen

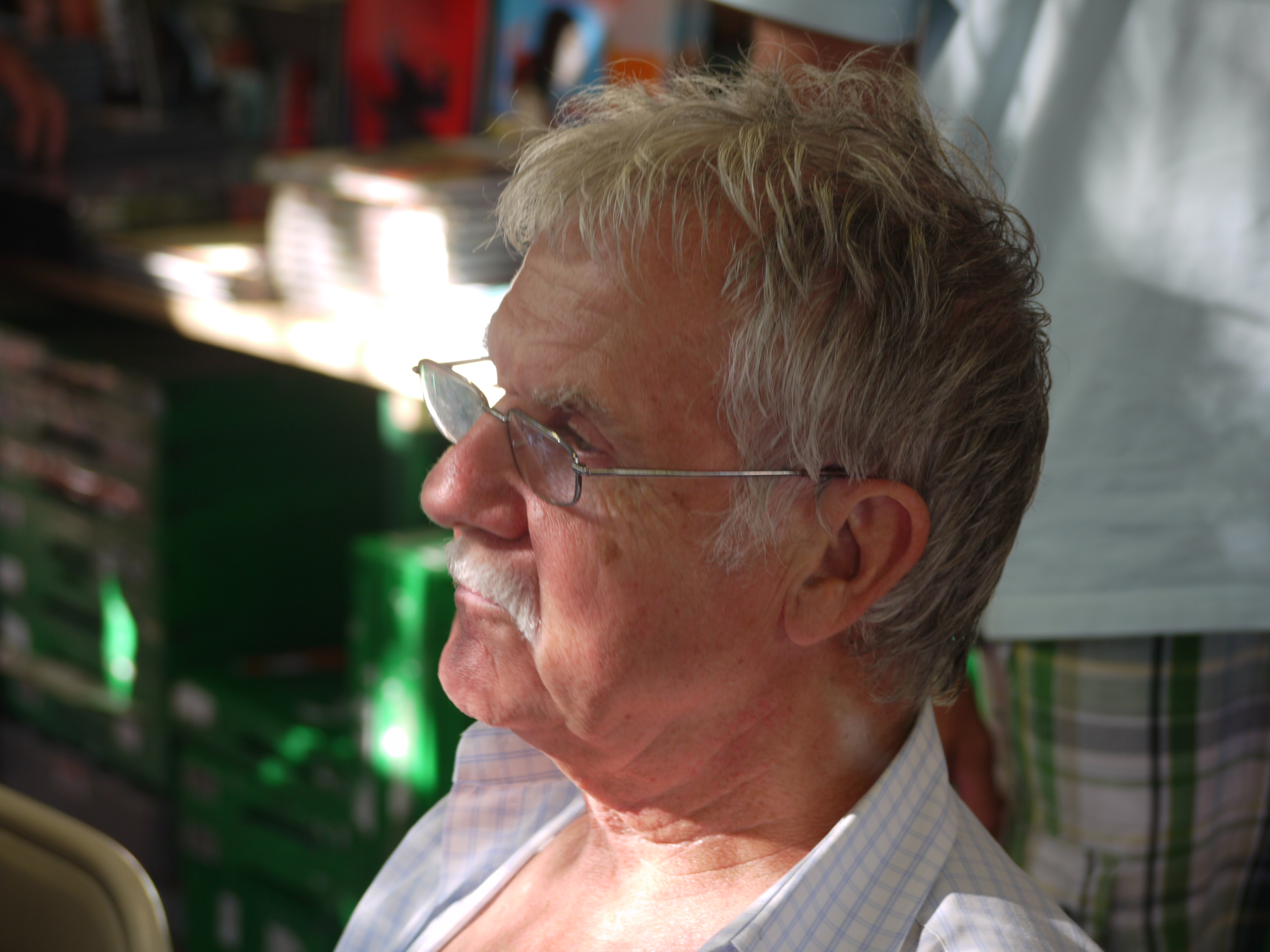
Hermann l'any 2009

Hermann Huppen   (Bévercé, 17 de juliol de 1938) més conegut com a Hermann, és un autor de còmics (belga d'estil realista, conegut sobretot per haver il·lustrat les sèries Comanche, Bernard Prince, Jeremiah i Les Tours de Bois-Maury.

## Biografia
Hermann va créixer a Bevercé (Malmedy), en una zona germanòfona de Bèlgica que va ser annexada a Alemanya durant la Segona Guerra Mundial. Quan tenia 12 anys, els seus pares es van separar i la mare se'n va anar a viure a Brussel·les amb ell, el seu germà i la seva germana. Allà hi va estudiar l'ebenisteria durant tres anys, però després d'efectuar aquest treball durant quinze dies ho va deixar córrer, poc convençut. Aleshores va començar a treballar per un despatx d'arquitectes, combinant aquesta feina amb l'estudi del dibuix arquitectònic i del disseny d'interiors a l'acadèmia de belles arts de Sint-Gillis-Obbrussel.
L'any 1957, amb divuit anys, va anar a viure amb la seva mare i el seu germà al Canadà, concretament a Mont-real, on ja hi havia la seva germana. Allà va fer de repartidor de fast-food i al cap de tres anys, el 1960, va tornar a Brussel·les amb la seva mare i va ser contractat per una empresa de decoració d'interiors.
Malgrat que Hermann hagués fet classes de dibuix, no tenia cap intenció de dedicar-se al còmic. Va ser a partir del seu matrimoni el 1964 amb Adeline, quan va conèixer el seu cunyat Philippe Vandooren, un gran afeccionat als còmics, que Hermann hi va tenir un contacte més directe. Més endavant Philippe va ser el redactor en cap de la revista Spirou, i quan va veure la qualitat dels croquis de decoració que feia el seu cunyat, el va animar a dibuixar còmics. Així, els matins treballava com a decorador i els vespres va començar a dibuixar, de vegades fins ben entrada la nit.
Va il·lustrar un relat curt escrit pel seu cunyat Philippe per a la revista Plein Feu, i fou en aquesta revista on va conèixer Michel Regnier, conegut amb el pseudònim de Greg, que el va convidar a treballar mitja jornada al seu estudi. El 1966, després d'un període d'aprenentatge, va començar publicar a la revista Tintin, iniciant-se així la seva carrera com a dibuixant de còmics amb les sèries Bernard Prince i Comanche.
El 1977 va iniciar la seva primera sèrie en solitari, Jeremiah, sèrie encara en curs, abandonat ràpidament Bernard Prince que va ser represa per un altre dibuixant. Entre el 1980 i el 1983 va il·lustrar Nic, una sèrie per la revista Spirou del guionista Morphée (Vandooren). El 1982 va deixar definitivament Comanche, va dibuixar La Cage i, el 1984, la sèrie Les Tours de Bois-Maury, un fresc medieval.
El 1991 va realitzar la seva primera obra de volum únic, Missié Vandisandi, que parla de l'Àfrica colonial, i el 1995 va publicar Sarajevo-Tango, on denuncia la guerra de l'ex-Iugoslàvia. Combinant àlbums de Jeremiah i altres obres d'un sol volum, com el western On a tué Wild Bill, l'any 2000 va començar una col·laboració amb el seu fill Yves amb qui crearà l'anomada 'trilogia USA' i altres obres.
El 2016 se li concedeix el Gran Premi del 43è Festival del Còmic d'Angulema.

## Sèries principals
- Bernard Prince. Sèrie d'aventures amb guió de Greg, iniciada el 1966 a la revista Tintin. Bernard Prince inicia la seva trajectòria fent petites investigacions policials, però quan hereta el vaixell anomenat Cormoran, la seva vida fa un gir i passa de policia a busca bregues. Les seves aventures el porten a mars exòtics, no exempts de perills. L'acompanyen els seus amics Barney Jordan, un vell mariner a qui li costa molt poc enfadar-se, i una noia índia, Djinn, que vivia pel carrer i a qui Bernard salvà de la pobresa.
- Comanche. Western protagonitzat per Red Dust, amb guió de Greg, que es publicà per primera vegada a la revista Tintin el 16 de desembre de 1969. Comanche és una grangera que amb l'ajuda d'un vell empleat anomenat Ten Gallons prova de tirar endavant el ranxo 666; les dificultats són molt grans i el ranxo és a prop d'una ruïna imminent. L'arribada d'un irlandès pèl-roig, amb una força i una calma específiques per afrontar els problemes, fa que Comanche confii en ell i el nomeni capatàs. Red Dust, així es diu el nou capatàs, busca l'ajuda de dos companys seus, Cara Fosca, un negre, i Tender-Foot–Clem, un cowboy mediocre però expert pistoler. Aquests tres personatges ajudaran la Comanche a enfrontar-se am els ranxers veïns, gent sense escrúpols que són capaços d'arribar a l'assassinat per aconseguir els seus objectius.
- Jeremiah. Guió i dibuixos de Hermann. Sèrie de ciència-ficció post-apocalíptica protagonitzada per Jeremiah, supervivent del massacre del seu poble.
- Les Tours de Bois-Maury. Guió i dibuixos de Hermann. Sèrie d'aventures medievals. L'acció se situa a principis del segle xii; el cavaller errant Aymar de Bois-Maury, acompanyat pel seu fidel escuder Olivier, recorre el món cristià tot fent trobades i confrontant-se amb la rudesa del seu temps.